# 菅沼元景
菅沼 元景（すがぬま もとかげ、生年不明 - 没年不明）は、戦国時代の三河国の武将。菅沼氏庶流の都田菅沼家2代当主。

## 生涯
都田菅沼家初代当主の菅沼俊弘の長男として生まれる。母は分かっていない。通称次郎右衛門。はじめ長篠菅沼家の菅沼元貞に仕えたが、後に都田に近い井伊谷を治める井伊直親の家来となった。妻は不明だが、子に井伊谷三人衆の菅沼忠久と菅沼定重がいる。

## 系譜
父：菅沼俊弘
母：不明
妻：不明
　長男：菅沼忠久
　次男：菅沼定重